# Schefflera bordenii
Schefflera bordenii är en araliaväxtart som beskrevs av Elmer Drew Merrill. Schefflera bordenii ingår i släktet Schefflera och familjen araliaväxter.
Artens utbredningsområde är Filippinerna. Inga underarter finns listade.